# Grafowa baza danych
Grafowa baza danych – baza danych wykorzystująca struktury grafów z węzłami, krawędziami i własnościami do przedstawiania i przechowywania danych oraz do obsługi zapytań semantycznych. Bazą taką jest każdy system pamięci masowej, który zapewnia bezindeksowe sąsiedztwo, co oznacza że każdy element bazy zawiera bezpośredni wskaźnik na sąsiadujące elementy i nie jest konieczne wyszukiwanie indeksowe.
Do baz grafowych traktowanych zgodnie z powyższym opisem uogólniając można zaliczyć jako wyspecjalizowane bazy grafowe bazy sieciowe i bazy RDF.